# Grażyszki
Grażyszki (lit. Gražiškiai) – miasteczko na Litwie w okręgu mariampolskim w rejonie Wyłkowyszki, położone ok. 24 km na południe od Wyłkowszek, siedziba starostwa Grażyszki, zlokalizowane przy drodze Kalwaria-Wisztyniec. Znajduje się tu poczta, kościół parafialny i cmentarz.
Wieś założona w XVI wieku, w 1746 uzyskała przywilej na organizację targów. Na podstawie dekretu prezydenta Republiki Litewskiej z 2001 roku miasteczko otrzymało herb.
Za Królestwa Polskiego siedziba wiejskiej gminy Wojtkobole.
Znajduje się tam kościół św. Michała Archanioła, zbudowany w latach 1877-1881.

## Taniec šyvisa

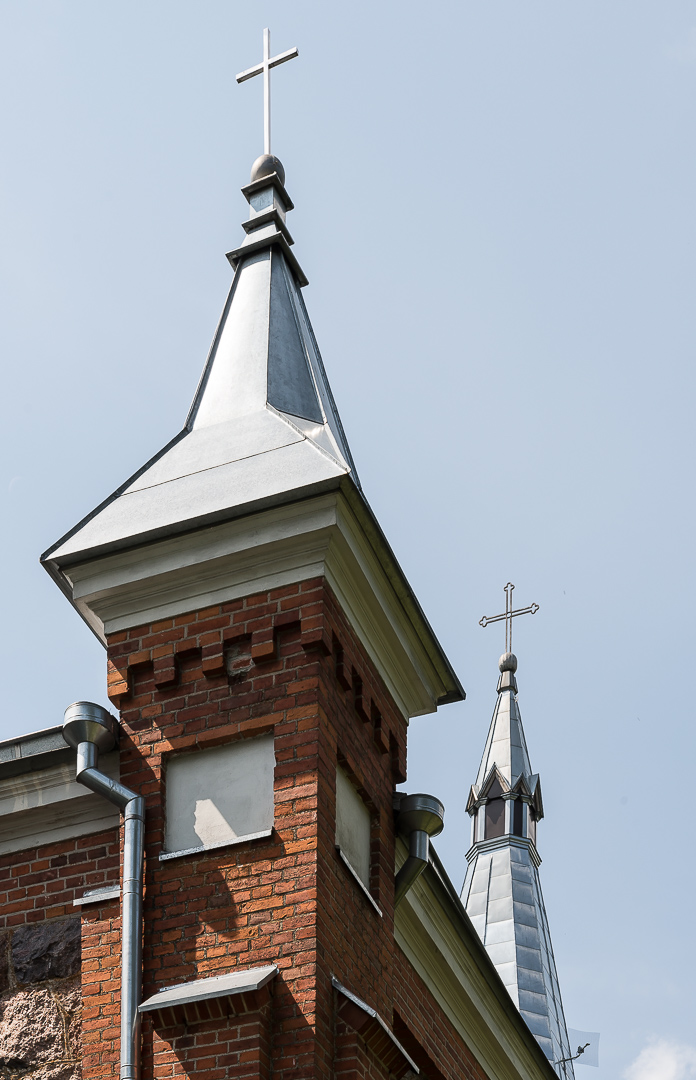
Wieże koscioła.

W miejscowości odbywa się wpisana na krajową listę niematerialnego dziedzictwa Litwy tradycja znana jako taniec šyvisa. Tradycja ta przypomina litewski užgavėnės (lub polskich kolędników) i ma miejsce w okresie pomiędzy Bożym Narodzeniem a Świętem Trzech Króli. Podczas rytuału grupa przebierańców na czele z białym koniem šyvisem odwiedza podwórka gospodarzy, życząc im pomyślności, szczęścia i zdrowia w nadchodzącym roku. Dodatkowo, biały koń ma za zadanie przeskoczyć przez przeszkodę - np. ławkę czy krzesło, aby wykazać się zwinnością. 

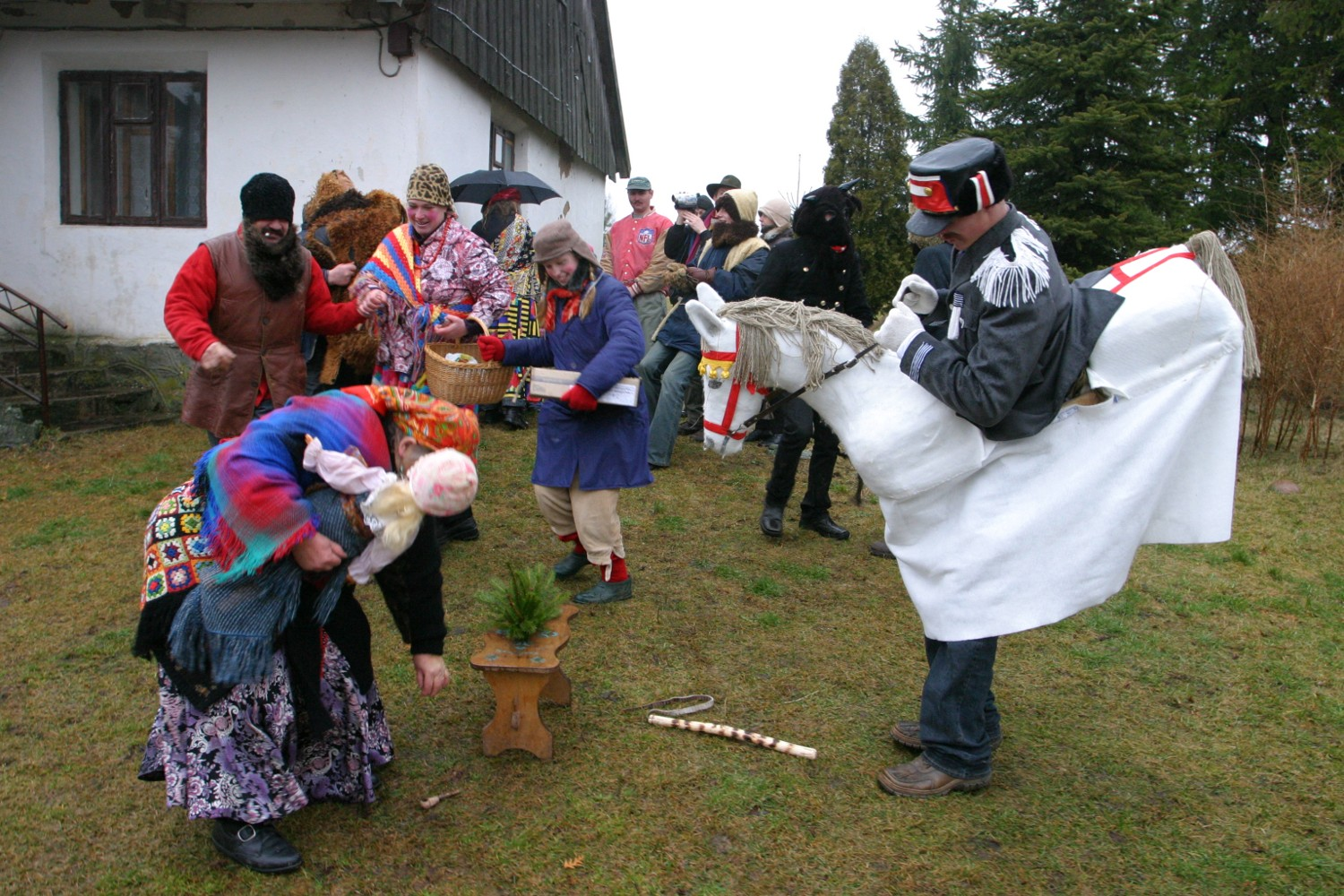
Taniec syvisa

Najstarsze źródła pisane wzmiankujące o tej tradycji pochodzą z XVIII wieku. Biały koń šyvis znajduje się w herbie Grażyszek.

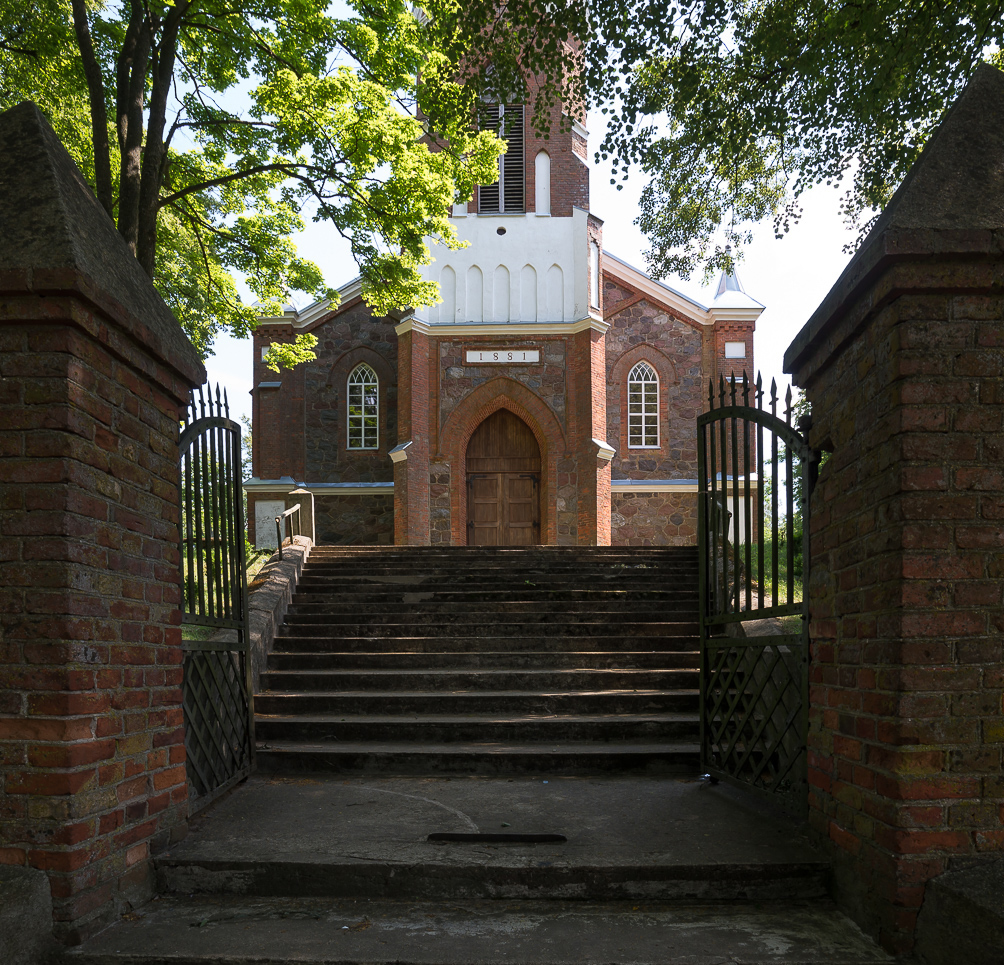
Widok kościoła od frontu.